# Marano sul Panaro
Marano sul Panaro (emilián nyelven Maràn) település Olaszországban, Emilia-Romagna régióban, Modena megyében. Lakosainak száma 5291 fő (2023. január 1.). Marano sul Panaro Castelvetro di Modena, Guiglia, Maranello, Pavullo nel Frignano, Savignano sul Panaro, Serramazzoni és Vignola községekkel határos.

## Népesség
A település lakossága az elmúlt években az alábbi módon változott:
| Lakosok száma | 5108 | 5167 | 5291 |
|               | 2017 | 2018 | 2023 |